# Meriones (mythologie)

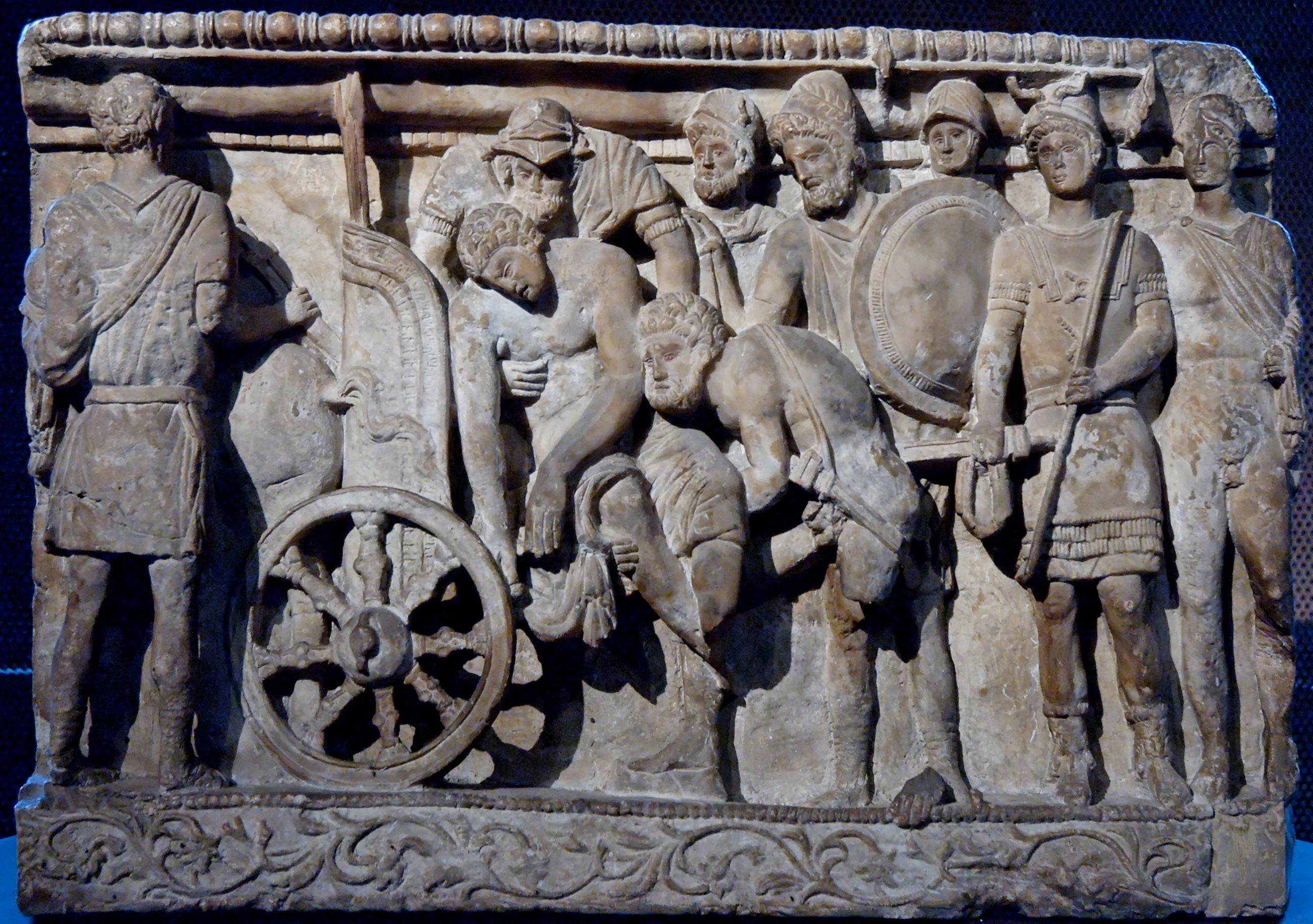
Menelaüs en Meriones tillen het lichaam van Patroclus op een kar terwijl Odysseus (rechts met schild) toekijkt - detail van een urne in albast, een Etruskisch kunstwerk uit de 2e eeuw v.Chr. - tentoongesteld in het Museo Archeologico Nazionale in Firenze

Meriones (Grieks: Μηριόνης) was een Kretenzische prins, zoon van Molus, vriend en krijgskameraad van Idomeneus, die onder andere aan de Trojaanse Oorlog meedeed.
Hij kwam samen met een andere Kretenzische prins, Idomeneus, met tachtig schepen naar Troje. Hij muntte vooral uit in het boogschieten en lanswerpen. In de strijd verwondde hij Deïphobus.
Volgens een later sage werd hij op de terugreis van Troje naar Sicilië gedreven, naar het Kretenzische Engyum; of hij keerde naar Kreta terug, waar hij te Knossos een grafteken had en met Idomeneus als heros werd vereerd.

## Referentie
- art. Meriones, in F. Lübker - trad. ed. J.D. Van Hoëvell, Classisch Woordenboek van Kunsten en Wetenschappen, Rotterdam, 1857, p. 604.